# Ri Ha-il
Ri Ha-il (Hangul: 리하일, Hanja: 李河日; sinh 1935) là một chính khách và tướng lĩnh Cộng hòa Dân chủ Nhân dân Triều Tiên. Ông từng giữ chức vụ Cục trưởng Cục Tác chiến, Bộ Lực lượng Vũ trang Nhân dân. Ông cũng từng được bầu làm đại biểu Hội đồng Nhân dân Tối cao vào tháng 2 năm 1982, tháng 11 năm 1986, tháng 4 năm 1990 và tháng 9 năm 1998.

## Sự nghiệp
Ông sinh năm 1935 tại tỉnh Ryanggang, Triều Tiên thuộc Nhật. Cha ông là một du kích quân chiến đấu chống Nhật dưới quyền Kim Nhật Thành và đã hy sinh trong chiến tranh. Vì vậy, thời thiếu niên, ông được giáo dục tại Trường Cách mạng Mangyongdae, một ngôi trường giáo dục dành riêng cho con em những đồng chí thân cận với lãnh tụ Kim Nhật Thành, nhằm đào tạo hạt giống trung thành với chính quyền trong tương lai.
Thời thanh niên, ông được cho theo học tại Trường Cao đẳng Quân sự Liên Xô. Sau khi về nước, ông nhanh chóng thăng tiến lên chức vụ Cục trưởng Cục Tác chiến, Bộ Lực lượng Vũ trang Nhân dân. Năm 1975, ông được bổ nhiệm làm Chỉ huy trưởng đơn vị bộ đội 525. Năm 1977, ông là Chỉ huy trưởng Học viện huấn luyện 534. Năm 1979, ông là Tư lệnh Quân đoàn 8.
Tháng 10 năm 1980, ông được bầu làm thành viên của Ủy ban Trung ương Đảng Lao động Triều Tiên. Tháng 3 năm 1982, ông giữ chức Bộ trưởng Bộ Quân sự Trung ương Đảng Lao động Triều Tiên. Trong cùng tháng đó, ông được bầu làm Ủy viên Quân ủy Trung ương tại Phiên họp toàn thể lần thứ năm của Đảng Lao động Triều Tiên lần thứ 6.
Tháng 5 năm 1990, ông được bầu làm thành viên của Ủy ban Quốc phòng. Tháng 1 năm 1992, ông tái đắc cử thành viên Quân ủy Trung ương Đảng Lao động Triều Tiên. Tháng 4 năm 1992, ông được thăng cấp Đại tướng. Đến tháng 10 năm 1995, ông được thăng quân hàm Phó nguyên soái.
Ông là thành viên các Ủy ban Tang lễ Quốc gia của Kim Il-sung (tháng 7 năm 1994), Jin-woo Oh (tháng 2 năm 1995), Park Sung-cheol (tháng 10 năm 2008) và Jo Myong-rok (tháng 11 năm 2010).
Tháng 9 năm 2010, ông từ chức các chức vụ trong Đảng và Nhà nước.

## Huân chương
- Huân chương Kim Il Sung (tháng 4 năm 1982 và tháng 4 năm 1992).
- Huân chương Kim Jong-il (tháng 2 năm 2012)